# ماه سرکش – قسمت دوم: زخم‌زننده
ماه سرکش – قسمت دوم: زخم‌زننده (به انگلیسی: Rebel Moon – Part Two: The Scargiver) یک فیلم اپرای فضایی حماسی آمریکایی محصول ۲۰۲۴ به نویسندگی و کارگردانی زک اسنایدر است که فیلمنامهٔ آن را با همکاری کرت جانستاد و شی هتن نوشته است. این فیلم دنبالهٔ مستقیم بر ماه سرکش - قسمت اول: فرزند آتش (۲۰۲۳) و قسمت دوم از این حماسهٔ دو قسمتی است. داستان فیلم در ماه ولد اتفاق می‌افتد، جایی که کورا و خدمه جنگجویان به کشاورزان کمک می‌کنند تا از خانه‌شان در برابر دنیای مادر دفاع کنند و برای آن بجنگند. صوفیا بوتله، جایمن هانسو، اد اسکرین، میخیل هایسمان، به دونا، ری فیشر، استاز نیر، فرا فی، ای دافی، شارلوت مگی، استوارت مارتین، کری الویس و آنتونی هاپکینز دوباره نقش‌های خود را از قسمت اول بازی می‌کنند.
ماه سرکش – قسمت دوم: زخم‌زننده در ۱۲ آوریل ۲۰۲۴ اکران محدودی در سینماهای منتخب ایالات متحده داشت و در ۱۹ آوریل توسط نتفلیکس منتشر شد. درست مانندِ فیلم نخست، این فیلم با نقدهای عموماً منفی روبه‌رو شد. پس از اکران اولیه، یک برش توسعه‌یافته با درجه R برای اکران سینمایی در نظر گرفته شده است. با اینکه در ابتدا به عنوان دومین و آخرین قسمت از یک حماسه دو قسمتی اعلام شده بود، فیلم‌های جدیدی از این سری تا آوریل ۲۰۲۴ در حال ساخت قرار گرفتند.

## موضوع
کورا و جنگجویان بازمانده در کنار مردم و کشاورزانش در برابر «جهانِ مادر» برای جنگیدن و دفاع از دنیای جدید خود وِلد آماده می‌شوند. جنگجویان انگیزه‌های خود را از طریق گذشته خود آشکار می‌کنند و با نیروهای «جهانِ مادر» به جستجو و نابودی شورش فزاینده می‌رسند.

## داستان
کورا و متحدانش—گونار، تاراک، نمسیس، تیتوس و میلیوس—به روستای او و گونار در وِلد بازمی‌گردند، با این باور که آتیکوس نوبل، که کورا او را کشته بود، مرده است و گروهشان مانع بازگشت امپریوم به روستا برای تصاحب ذخیرهٔ مازاد غلات شده‌اند، اما آریس، که در نقش عامل دوگانه برای روستا و امپریوم کار می‌کند، به آن‌ها اطلاع می‌دهد که امپریوم قرار است پنج روز دیگر از راه برسد. جنگجویان همراه با روستاییان ظرف سه روز به برداشت محصول غلات می‌پردازند، با این هدف که آرد به‌دست‌آمده را به‌عنوان اهرمی برای بازداشتن امپریوم از بمباران روستا به کار گیرند؛ در دو روز باقی‌مانده، تیتوس قصد دارد روستاییان را برای جنگیدن آموزش دهد.
کورا و گونار عاشق یکدیگر می‌شوند و کورا اعتراف می‌کند که بالیساریوس او را مجبور کرده بود در ترور خانوادهٔ سلطنتی مادرجهان شرکت کند و خود او شاهزاده ایسا را با شلیک گلوله کشته بود. سپس بالیساریوس تلاش کرده بود او را مسئول کودتا جلوه دهد، اما کورا با یک فرودگر امپریوم به ولدت گریخته بود تا از قانون پنهان شود.
در طول دو روز، گروه، شمار اندکی از روستاییان را برای نبرد آموزش می‌دهد و طرحی شامل حفر سنگر و تونل در زمین‌ها، کار گذاشتن مواد منفجره و آماده‌سازی فرودگر کورا را تدارک می‌بیند. اعضای گروه گذشتهٔ خود را برای یکدیگر بازگو می‌کنند، اما کورا از فاش‌کردن نقش خود در ترور خانوادهٔ سلطنتی خودداری می‌کند. وقتی نوبل با ناو جنگی عظیمش می‌رسد، نیروهای او روستا را اسکن می‌کنند و محل اختفای زنان و کودکان، که نمسیس و آریس از آنان محافظت می‌کنند، را شناسایی کرده و نیروهایی را برای دستگیری‌شان می‌فرستند تا کورا را وادار به تسلیم کنند. نوبل وعده می‌دهد اگر کورا خود را تسلیم کند، جان روستاییان را خواهد بخشید و کورا نیز تن به تسلیم می‌دهد، اما گونار که حاضر به پذیرفتن تسلیم کورا نیست، کمین را فعال می‌کند و با او می‌گریزد. تیتوس و تاراک رهبری روستاییان را در دفع نخستین موج حمله به‌دست می‌گیرند و موفق می‌شوند، هرچند نمسیس در دفاع از زنان و کودکان کشته می‌شود.
موج دوم، که متشکل از نیروهای سنگین‌زره‌پوش و مکانیزهٔ امپریوم است، مدافعان باقی‌مانده را عقب می‌زند و بخش زیادی از روستا را نابود می‌کند، اما کورا و گونار با استفاده از فرودگر و یونیفورم‌های دزدیده‌شدهٔ امپریوم، وارد ناو نوبل می‌شوند و کورا مواد منفجره‌ای را روی منبع انرژی آن کار می‌گذارد. جیمی برای کمک به روستاییان و متحدانشان از راه می‌رسد و انفجار مواد منفجره باعث سقوط ناو می‌شود. گونار به‌سختی زخمی می‌شود و نوبل در دوئلی کورا را شکست می‌دهد، اما گونار او را زخمی می‌کند و کورا در نهایت او را می‌کشد. کورا و گونار از ناو می‌گریزند و در همان هنگام، دِورا بلاداکس و نیروهای شورشی‌اش با سفینه‌هایی برای نابودی باقی‌ماندهٔ نیروهای امپریوم در ولدت از راه می‌رسند، در حالی‌که گونار جان می‌سپارد.
در پی این ماجرا، روستاییان عزادار کشته‌شدگان می‌شوند و کورا گذشته‌اش را اعتراف می‌کند؛ تیتوس می‌گوید که از پیش آن را می‌دانسته‌است. او همچنین فاش می‌کند که ایسا هنوز زنده است و گروه تصمیم می‌گیرد او را بیابد و در برابر بالیساریوس، مادرجهان و امپریوم بجنگد.

## بازیگران
- صوفیا بوتله در نقش کورا / آرتلایس، سرباز سابق امپریوم که جنگجویان را از سراسر کهکشان گرد هم می‌آورد تا علیه دنیای مادر بجنگند.
- جایمن هانسو در نقش تیتوس، ژنرال سابق امپریوم که برای رهبری مبارزه علیه دنیای مادر استخدام شد.
- اد اسکرین در نقش آتیکوس نوبل، دریاسالار و دست راست بالیساریوس. او قبل از زنده شدن توسط امپریوم توسط کورا کشته شد.
- میخیل هایسمان در نقش گونار، فرد علاقه‌مند به کورا و کشاورزی که در تلاش‌های او برای دفاع از دنیای وطنش ولد به او می‌پیوندد.
- به دونا در نقش نمسیس، یک استاد شمشیر سایبورگ.
- ری فیشر در نقش داریان بلاداکس، یک جنگجو و برادر دورا که توسط کورا استخدام شده است.
- استاز نیر در نقش تارک، نجیب‌زاده‌ای که به آهنگر تبدیل شده و توانایی پیوند با حیوانات طبیعت را دارد.
- فرا فی در نقش نایب السلطنه بالیساریوس، یک فرد ظالم و پدرخوانده کورا که کنترل دنیای مادر را به دست گرفت.
- ای. دافی در نقش میلیوس، یک جنگجوی شورشی که تحت فرمان داریان استخدام شده است. این شخصیت، همانند خود هنرپیشه، غیر باینری است و از ضمایر they/them استفاده می‌کند.[۲]
- آنتونی هاپکینز در نقش صدای جیمی، آخرین عضو یک نژاد شوالیه‌های مکانیکی.[۹]
  - داستین سیتامر در نقش دابل جیمی در فیلمبرداری
- استوارت مارتین در نقش دن، یک کشاورز و شکارچی محلی.
- کری الویس در نقش پادشاه.
- ریان ریس در نقش ملکه
- شارلوت مگی در نقش سم، دختری مزرعه‌دار که به گرمی از هر خارجی که به دهکده‌اش می‌آید استقبال می‌کند.[۱۰][۱۱]

## تولید

### توسعه
ربل مون از آثار آکیرا کوروساوا، فیلم‌های جنگ ستارگان و مجلات هوی متال الهام گرفته شده است. جانستاد و اسنایدر برای اولین بار در ۱۹۹۷ شروع به صحبت در مورد ساخت این پروژه کردند. این پروژه به عنوان یک فیلم جنگ ستارگان که اسنایدر آن را به لوکاس فیلم عرضه کرده بود، مدت کوتاهی پس از فروش لوکاس فیلم به شرکت والت دیزنی در سال ۲۰۱۲ آغاز شد و قرار بود برداشتی بالغ‌تر از دنیای جنگ ستارگان باشد.
قسمت دوم بیش از ۱۶٫۶ میلیون دلار اعتبار مالیاتی از ایالت کالیفرنیا برای صرف بیش از ۸۳ میلیون دلار برای تولید در آن ایالت دریافت کرد.

### پس تولید
بر اساس تریلرهای منتشر شده در گیمزکام در اوت ۲۰۲۳، عناوین دو قسمت به عنوان قسمت اول: فرزند آتش و قسمت دوم: زخم‌زننده نشان داده شدند. در مارس ۲۰۲۴، تریلر رسمی آن نیز منتشر شد.

## موسیقی
تام هولکنبورگ که آهنگساز قسمت اول بود، برای ساخت موسیقی قسمت دوم بازگشته است. در مارس ۲۰۲۴، اعلام شد که لیست آهنگهایی تحت نام «Songs of the Rebellion» بر اساس شخصیت‌های جهان ربل مون منتشر خواهد شد. چندین هنرمند از جمله جسی ریز، توکیشا، تینی، اسپا، توکیمونستا، بلک کافی و کوردهل در آن حضور دارند. این آلبوم در ۵ آوریل ۲۰۲۴ منتشر شد.

## انتشار
ماه سرکش – قسمت دوم: زخم‌زننده توسط نتفلیکس در ۱۹ آوریل ۲۰۲۴ منتشر شد.

## بازخورد
در وبگاه جمع‌آوری نقد راتن تومیتوز، ٪۱۵ از ۸۲ بررسی منتقدان مثبت است، و میانگینِ امتیاز آن ۳٫۶/۱۰ است. اجماع این وبگاه چنین می‌نویسد: «نه یک اصلاح مسیر، بلکه ترکیبی از همه چیزهایی که پیچیدگی‌های فیلم قبلی را بیش از حد تقویت می‌کند، زخم‌زننده یک اپرای فضایی غیر جذاب و پر از نت‌های بِمُل است.» این فیلم در متاکریتیک که از میانگین وزنی استفاده می‌کند، بر اساس نظر ۲۳ منتقدین امتیاز ۳۶ از ۱۰۰ را کسب کرده که نشان‌گر «نقدهای عموما نامطلوب» است.

## آینده
در آوریل ۲۰۲۴، کرت جانستاد، یکی از نویسندگان، اعلام کرد که اگرچه برنامه‌های اولیه فقط برای ساخت یک سه‌گانه بود، این فرانچایز در نهایت شامل ۶ فیلم خواهد شد و توضیح داد که داستان‌های هر قسمت اصلی به دو قسمت گسترش یافته است. این نویسنده اظهار داشت که قصه‌های فیلم‌های سوم و چهارم به پایان رسیده است و اسنایدر در حال نوشتن فیلمنامه سوم است. در همان روز، اسنایدر اظهار داشت که تعداد کل فیلم‌های این مجموعه چهار یا شش فیلم خواهد بود، البته به این بستگی دارد که آیا قسمت دوم و سوم این سه‌گانه هر کدام به یک فیلم دو قسمتی تقسیم می‌شوند یا خیر.